# Pachymelus abessinicus
Pachymelus abessinicus är en biart som först beskrevs av Heinrich Friese 1913.  Pachymelus abessinicus ingår i släktet Pachymelus och familjen långtungebin. Inga underarter finns listade i Catalogue of Life.